# Pete Burns
Pete Burns (Port Sunlight, Merseyside, 1959. augusztus 5. – London, 2016. október 23.) angol énekes és dalszövegíró volt, aki a Dead or Alive együttes frontembereként, énekeseként vált ismertté. Jellegzetes bariton hangjáról, továbbá transzvesztita megjelenéséről is ismert volt. Az együttessel nagy sikereket ért el, You Spin Me Round (Like a Record) című daluk például abszolút világsikernek mondható. Burns 2016. október 23-án hunyt el szívinfarktus következtében, 57 éves korában.